# Михалин
Миха́лин — село в Україні, у Рівненському районі Рівненської області. Населення становить 980 осіб.

## Географія
Селом протікає Велика Річка, права притока Случі.
На північному сході від села річки Рубча та Вірка впадають у річку Бобер, праву притоку Случі.

## Виникнення населеного пункту, походження назви, розташування
За переказами старожилів село виникло понад 300 років тому. З наказу пана Малинського на місце сучасного Михалина було завезено 13 закріпачених сімей. Пан прислав сюди свого намісника. Утворилося невеличке поселення . Стали люди називати його Михалином, щоб зберегти у пам'яті той день, коли вони появилися на цій землі. А привезли їх сюди якраз в день Святого Михайла 21 листопада. Від цього свята і походить назва села. Так розповідають про початок заселення і виникнення села старожили.

## Історія
З 1919 року до вересня 1939 року село Михалин було в складі Польщі. Під час Другої Світової війни частина хлопців була в УПА та багато воювало на фронті. Під час Великої Вітчизняної війни село було спалено, у селі загинуло 40 жителів в тому числі і малі діти, які були розстріляні німцями. У 1950 році в селі було організовано колгосп «Мир». Ті хто не хотів добровільно вступати в колгосп зазнавали фізичного впливу.
До 1964 року історією та культурою села не цікавився ніхто. Лише у 1964-68 роках тут знайшли зразки усної народної поетичності творчості у жителя села Михалин Йосипа Юхимовича Федаса, тоді старшокласник Балашівської середньої школи, пізніше завідувач Михалинського сільського клубу.
12 червня 2020 року, відповідно до розпорядження Кабінету Міністрів України № 722-р від «Про визначення адміністративних центрів та затвердження територій територіальних громад Рівненської області», увійшло до складу Березнівської міської громади.
19 липня 2020 року, в результаті адміністративно-територіальної реформи та ліквідації Березнівського району, село увійшло до складу Дубенського району.

## Населення
За переписом населення 2001 року в селі мешкали 804 особи. 100 % населення вказало своєї рідною мовою українську мову.

## Природні зони, пам'ятки природи
На території села Михалин знаходиться ботанічна пам'ятка природи місцевого значення — «Насадження сосни веймутової», яка розташована в кв.31 Балашівського лісництва. Насамперед, цікава історія появи цієї пам'ятки. За переказами, у селі Михалин проживав польський пан Струк, який мав свою гаївку, де вирощувалися саджанці культур дерев з різних країн. Маєток прикрашався цими саджанцями. В 1938 році Михалин було завезено насіння сосни веймутової. Із вирощених саджанців був посаджений парк, залишки якого докінця знищенні недбалістю колгоспу. В селі й досі є багато людей, які садили ці дерева за наказом пана Струка. Загалом зберіглось 33 сосни веймутової. Найбільше дерево має в обхваті 265 см, висоту близько 35 м, зустрічаються сосни до 40 м. Сосна веймутова — дерево — екзот, походить з Північної Америки. Найцікавіші в цього дерева шишки, які досягають 15 см завдовжки та 4 см завширшки.
Також, неподалік від села Михалина існує загально — зоологічний заказник «Урочище Брище — 1», який створений для охорони бобра річкового, що розселився вздовж річки Бобер.

## Історичні та архітектурні пам'ятки на території населеного пункту. Туристичні об'єкти
Туристичним об'єктом села є неіснуюче вже село Рудня Бобровська, яке було спалене фашистами в роки Другої світової війни за співпрацю місцевих жителів з радянськими партизанами з'єднання Д.Медведєва. Всіх жителів села було зігнано в дерев'яну клуню і живцем спалено. На місці трагедії стоїть пам'ятник як засторога тим сумним трагічним подіям. Декілька кілометрів від цього місця знаходиться територія партизанського загону «Переможці», яким керував Д.Медведєв.

## Відомі особистості, пов'язані з історією села
Федас Йосип Юхимович — кандидат філологічних наук, доцент кафедри фольклористики Київського національного університету ім. Т. Г. Шевченка, народився 4 грудня 1947 року в селі Михалин Березнівського району Рівненської області в селянській родині. Балашівську середню школу закінчив з відзнакою. Працював завідувачем сільського клубу, а потім вступив до Київського університету ім. Рильського, згодом закінчив аспірантуру, де здобув звання кандидата філологічних наук. Пізніше почав працювати в Академії наук, згодом викладачем Київського університету ім. Шевченка. З 2002 року працював доглядачем музею народного побуту й архітектури України.
Й. Ю. Федас був залюблений в рідне слово, вивчав та досліджував звичаї, обряди та традиції краю, працював фольклористом-дослідником. В 1987 році видав книгу «Український вертеп». Неодноразово публікувався на сторінках районної газети «Надслучанський вісник». 26 грудня 2013 року перестало битися серце знаної та люблячої людини — Йосипа Федаса.
Басюк Феодосій Михайлович народився 29 травня 1925 року в селі Голубне Березнівського району Рівненської області.
6 березня 1945 року був призваний до лав Радянської Армії. 10 січня 1946 року прийняв військову присягу при 218-у загально-стрілецькому полку, де служив стрільцем з березня 1945 року по червень 1946 року. З липня 1946 по лютий 1947 року — в 142 польовій хлібопекарні, з березня 1947 р. по лютий 1948 р. — в 161-й польовій хлібопекарні.
21 лютого 1948 року звільнений в запас.
З 1948 року проживав в селі Михалин Березнівського району Рівненської області.
Помер 30 травня 2013 року.

Нагороджений: 

орденом «Вітчизняної війни» ІІ ступеня 

орденом «За мужність»

медаллю «Захиснику Вітчизни»

медаллю Жукова

медаллю «60 років визволення України від фашистських загарбників»

ювілейними медалями:

«20 років Перемоги у Великій Вітчизняній війні 1941—1945 р.р.»

«30 років Перемоги у Великій Вітчизняній війні 1941—1945 р.р.»

«40 років Перемоги у Великій Вітчизняній війні 1941—1945 р.р.»

«60 років Перемоги у Великій Вітчизняній війні 1941—1945 р.р.»

«70 років Перемоги у Великій Вітчизняній війні 1941—1945 р.р.»

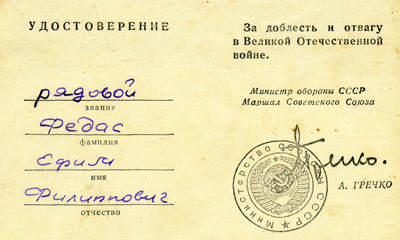
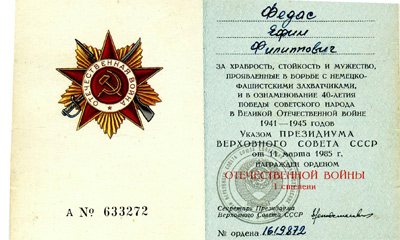

Басюк Феодосій МихайловичБасюк Феодосій Михайлович
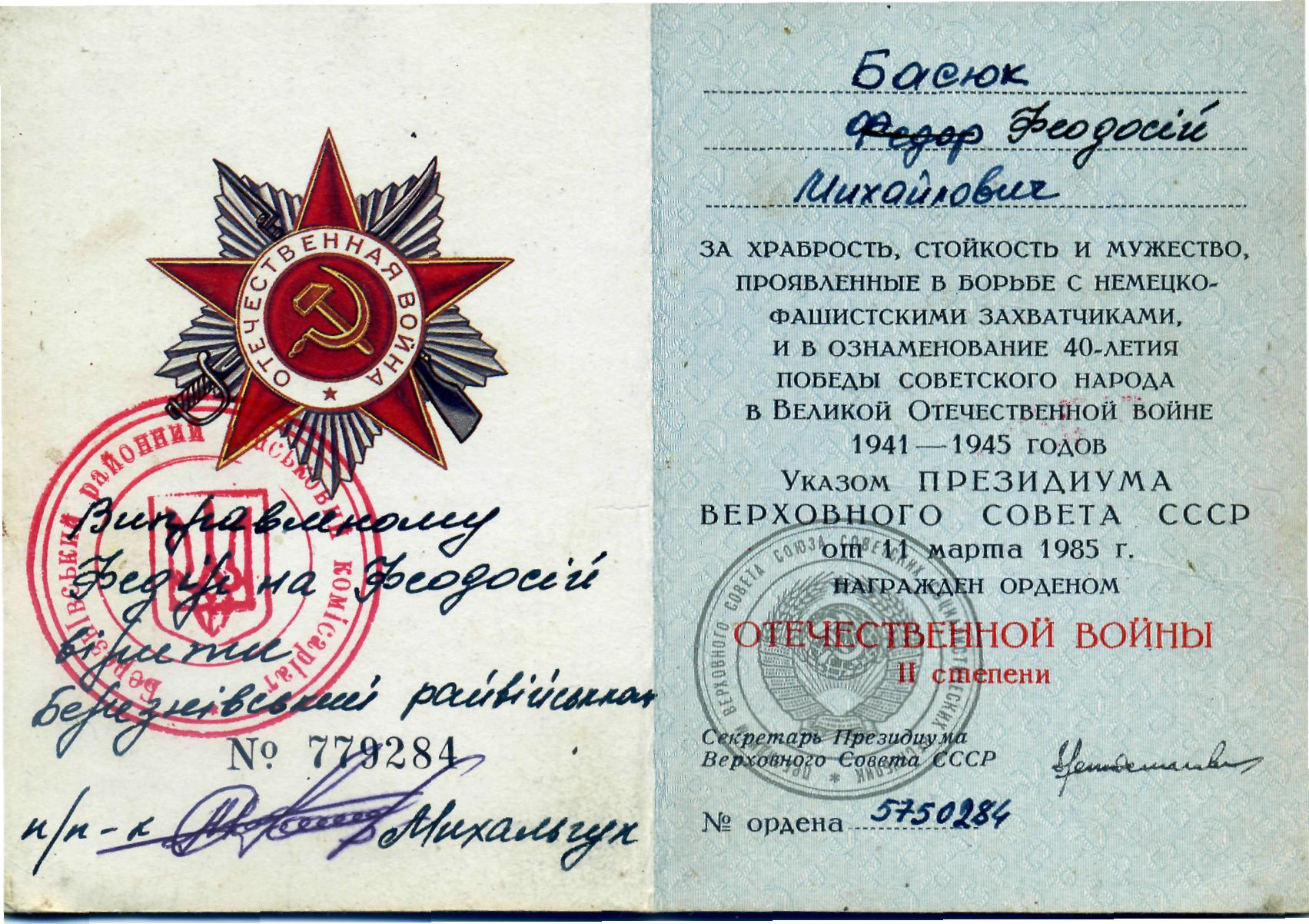
Орден Вітчизняної війни ІІступеня
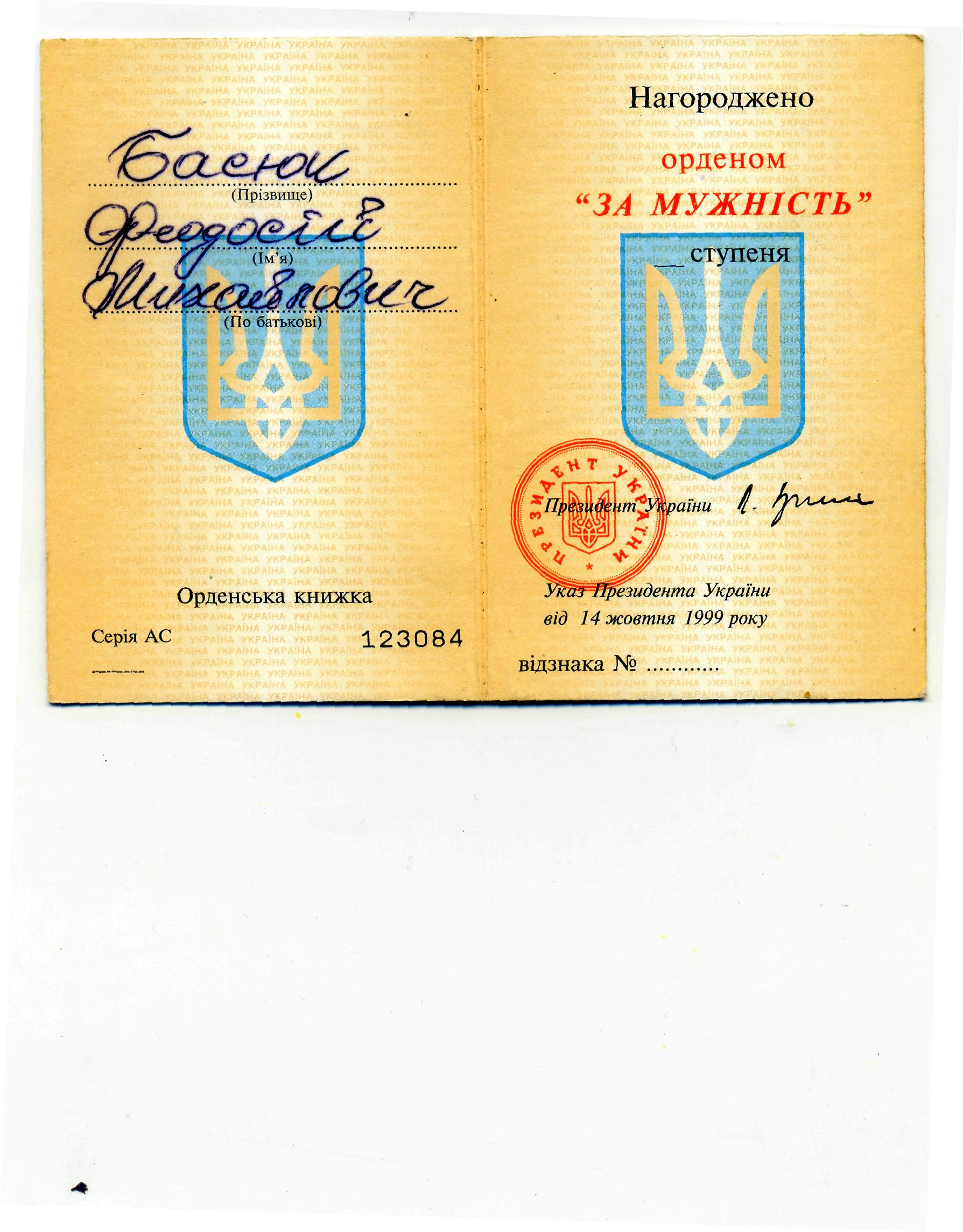
Орден "За мужність"
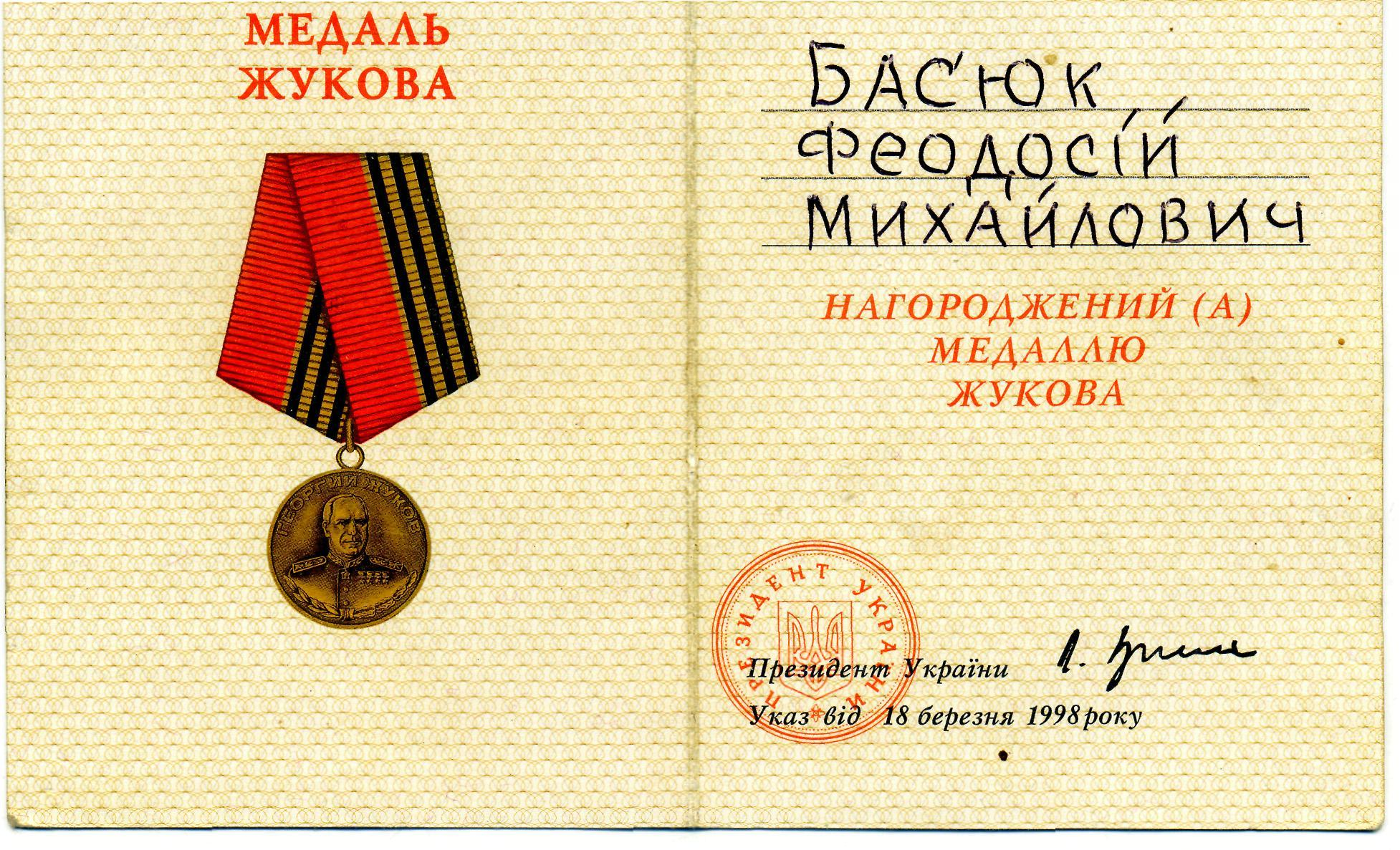
Медаль Жукова

Крук Михайло Петрович народився 4 листопада 1920 року в селі Михалин Березнівського району Рівненської області.
14 квітня 1944 року був призваний на фронт. Служив стрільцем у 785 стрілецькому полку. 22 серпня 1944 року прийняв військову присягу. 29 жовтня 1944 року мав легке поранення правого передпліччя і лівого плеча. В 1944 −1945 р.р. брав участь в боях під Білоруссю. 22 серпня 1946 року звільнений в запас.
Помер 7 травня 1991 року.

Нагороджений:

орденом «Вітчизняної війни» ІІ ступеня 

медаллю «За перемогу над Німеччиною»

ювілейними медалями:

«20 років Перемоги у Великій Вітчизняній війні 1941—1945 рр.»

«30 років Перемоги у Великій Вітчизняній війні 1941—1945 рр.»

«40 років Перемоги у Великій Вітчизняній війні 1941—1945 рр.»

- Файл:Крук М.П..jpg

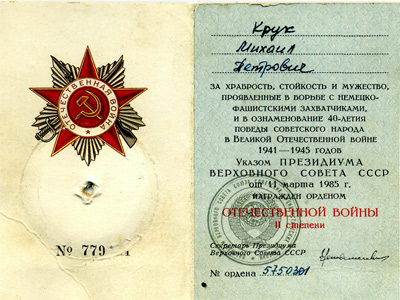

Федас Юхим Пилипович народився 26 березня 1923 року в селі Михалин Березнівського району Рівненської області. 23 лютого 1943 року одружився. 15 березня 1944 року був призваний до лав Радянської Армії.
20 січня 1945 року мав легке поранення в ліву руку. В січні 1945 року був тяжко поранений, а потім військовий госпіталь… З березня по червень 1946 року був санітаром в 90-й санроті. 15 липня 1946 року звільнений в запас у зв'язку з пораненням.
Помер Юхим Пилипович 1 січня 1993 року.

Нагороджений:

Орденом Вітчизняної війни І ступеня

Ювілейними медалями:

«20 років Перемоги у Великій Вітчизняній війні 1941—1945 р.р.»

Ювілейним знаком за доблесть і відвагу «25 років Перемоги у Великій Вітчизняній війні»

«30 років Перемоги у Великій Вітчизняній війні 1941—1945 р.р.»

«40 років Перемоги у Великій Вітчизняній війні 1941—1945 р.р.»

«50 років Перемоги у Великій Вітчизняній війні 1941—1945 р.р.»

"60 років Перемоги у Великій Вітчизняній війні 1941—1945 р.р.

«70 років Перемоги у Великій Вітчизняній війні 1941—1945 р.р.»

- Файл:Федас Ю.П..jpg

## Сучасний стан: кількість населення, інфраструктура села
Село Михалин знаходиться за 18 км на схід від центру громади. В селі 210 дворів, населення 980 осіб. До села з центру громади їздить автобус. Михалин з усіх сторін оточений лісом, електрифікований і радіофікований.
У селі є дев'ятирічна школа в якій навчається 205 учнів та працює 29 вчителів. До 1942 р. жоден житель Михалина не мав вищої освіти. Тепер понад третина випускників школи продовжують навчання у вузах і технікумах. Серед них є свої педагоги, інженери, спеціалісти сільського та лісового господарств, викладачі вищих навчальних закладів. На території Михалина знаходиться також 3 магазини, фельдшерсько — акушерський пункт, клуб, перукарня, поштове відділення, бібліотека та столярний цех.